# ときがわ町立萩ケ丘小学校
ときがわ町立萩ケ丘小学校（ときがわちょうりつ はぎがおかしょうがっこう）は、埼玉県比企郡ときがわ町にある町立小学校。

## 概要
児童数の減少で120年以上の歴史をもつ3つの小学校を統合し、2004年4月に開校した。校舎は地元産材を多用した純木造2階建校舎となっている。

## 行事
- 4月 - 入学式・始業式、発育測定、授業参観、歯科検診
- 5月 - 家庭訪問、内科検診、新体力テスト、交通安全教室、知能テスト
- 6月 - 硬筆展覧会、避難訓練、プール開き
- 7月 - 7月集会、終業式
- 9月 - 始業式、避難訓練、運動会
- 10月 - 個人面談、宿泊学習（5年）
- 11月 - 萩小フェスタ、音楽祭、修学旅行（6年）
- 12月 - 持久走大会、終業式
- 1月 - 始業式、避難訓練、書初め展、給食週間
- 2月 - 入学説明会、授業参観、懇談会、通学班編制
- 3月 - ありがとう集会、卒業式、修了式

## その他
前身である都幾川村立平小学校は、NHKみんなのうたで流れる「ありがとう さようなら」の映像にも使われていた。